# Warner Bros. Records
Warner Bros. Records er et amerikansk pladeselskab baseret i Burbank, Californien. Warner Bros. Records blev grundlagt den 19. marts 1958 og indgår i dag som et datterselskab i datterselskab i Warner Music Group.
Warner Bros. Records har haft en række forskellige ejere gennem årene. Den nuværende ejer, Warner Music Group købte selskabet ud af Time Warner i 2003 og var en overgang børsnoteret. Warner Music Group er siden blevet opkøbt af Access Industries. 
Warner Bros. Records har udgivet plader med blandt andet: Cher, Madonna, Lukas Graham og R.E.M..